# Cucullia omissa
Cucullia omissa är en fjärilsart som beskrevs av F. H. Wolley Dod 1916. Cucullia omissa ingår i släktet Cucullia och familjen nattflyn. Inga underarter finns listade i Catalogue of Life.